# Didier Zokora
Alain Didier Zokora Deguy (Abidjan, 14 dicembre 1980) è un dirigente sportivo ed ex calciatore ivoriano, di ruolo centrocampista o difensore, direttore sportivo dell'AFAD Djekanou.

## Carriera

### Club
Inizia la carriera dell ASEC Abidjan, per poi approdare in Belgio, al RC Genk disputando 31 partite. Vi resta per 4 anni, dal 2000 al 2004 e vince anche il campionato nel 2002. Nel 2004 approda al Saint-Étienne disputando alla prima stagione 35 partite e nella successiva 31. È nel 2006 che Zokora lascia il Saint-Étienne per vestire la maglia del Tottenham. Gioca 31 partite nella prima stagione dove ha l'opportunità di giocare anche in Coppa UEFA, in cui disputa 9 partite.
L'8 luglio 2009 passa alla squadra spagnola del Siviglia e firma un contratto per quattro anni. Il 31 maggio 2011 viene ufficializzato il suo passaggio alla squadra turca del Trabzonspor. il 29 aprile 2014 lascia il Trabzonspor e rimane svincolato. Successivamente approda al Akhisar Belediyesport, squadra turca militante in Süper Lig, e al Pune City, società calcistica indiana.

### Nazionale
Ha disputato i mondiali tedeschi del 2006 giocando tutte e tre le partite della sua Nazionale per un totale di 270 minuti e venendo ammonito una volta. Con 123 presenze è il primatista della Nazionale ivoriana.

## Statistiche

### Presenze e reti nei club
Statistiche aggiornate al 17 luglio 2017.
| Stagione             | Squadra              | Campionato           | Campionato | Campionato | Coppe nazionali | Coppe nazionali | Coppe nazionali | Coppe continentali | Coppe continentali | Coppe continentali | Altre coppe | Altre coppe | Altre coppe | Totale | Totale |
| Stagione             | Squadra              | Comp                 | Pres       | Reti       | Comp            | Pres            | Reti            | Comp               | Pres               | Reti               | Comp        | Pres        | Reti        | Pres   | Reti   |
| -------------------- | -------------------- | -------------------- | ---------- | ---------- | --------------- | --------------- | --------------- | ------------------ | ------------------ | ------------------ | ----------- | ----------- | ----------- | ------ | ------ |
| 2004-2005            | Saint-Étienne        | L1                   | 35         | 0          | CF+CdL          | 0+4             | 0               | -                  | -                  | -                  | -           | -           | -           | 39     | 0      |
| 2005-2006            | Saint-Étienne        | L1                   | 31         | 0          | CF+CdL          | 1+1             | 0               | Int                | 3                  | 0                  | -           | -           | -           | 36     | 0      |
| Totale Saint-Étienne | Totale Saint-Étienne | Totale Saint-Étienne | 66         | 0          |                 | 6               | 0               |                    | 3                  | 0                  |             | -           | -           | 75     | 0      |
| 2006-2007            | Tottenham            | PL                   | 31         | 0          | FACup+CdL       | 5+2             | 0               | CU                 | 9                  | 0                  | -           | -           | -           | 47     | 0      |
| 2007-2008            | Tottenham            | PL                   | 27         | 0          | FACup+CdL       | 1+4             | 0               | CU                 | 10                 | 0                  | -           | -           | -           | 42     | 0      |
| 2008-2009            | Tottenham            | PL                   | 29         | 0          | FACup+CdL       | 2+6             | 0               | CU                 | 7                  | 0                  | -           | -           | -           | 44     | 0      |
| Totale Tottenham     | Totale Tottenham     | Totale Tottenham     | 87         | 0          |                 | 20              | 0               |                    | 26                 | 0                  |             | -           | -           | 133    | 0      |
| 2009-2010            | Siviglia             | PD                   | 26         | 0          | CR              | 3               | 0               | UCL                | 8                  | 0                  | -           | -           | -           | 37     | 0      |
| 2010-2011            | Siviglia             | PD                   | 23         | 0          | CR              | 8               | 0               | UCL+UEL            | 2+7                | 0                  | SS          | 2           | 0           | 42     | 0      |
| Totale Siviglia      | Totale Siviglia      | Totale Siviglia      | 49         | 0          |                 | 11              | 0               |                    | 17                 | 0                  |             | 2           | 0           | 79     | 0      |
| 2011-2012            | Trabzonspor          | SL                   | 21+6       | 0          | TK              | 1               | 0               | UCL+UEL            | 8+1                | 0                  | -           | -           | -           | 37     | 0      |
| 2012-2013            | Trabzonspor          | SL                   | 27         | 0          | TK              | 6               | 0               | UEL                | 2                  | 0                  | -           | -           | -           | 35     | 0      |
| 2013-2014            | Trabzonspor          | SL                   | 24         | 0          | TK              | 0               | 0               | UEL                | 9                  | 0                  | -           | -           | -           | 33     | 0      |
| Totale Trabzonspor   | Totale Trabzonspor   | Totale Trabzonspor   | 72+6       | 0          |                 | 7               | 0               |                    | 20                 | 0                  |             | -           | -           | 105    | 0      |
| 2014-2015            | A. Belediyespor      | SL                   | 25         | 0          | TK              | 5               | 0               | -                  | -                  | -                  | -           | -           | -           | 30     | 0      |
| 2015                 | Pune City            | ISL                  | 13         | 0          | -               | -               | -               | -                  | -                  | -                  | -           | -           | -           | 13     | 0      |
| 2016                 | NorthEast Utd        | ISL                  | 14         | 0          | -               | -               | -               | -                  | -                  | -                  | -           | -           | -           | 14     | 0      |
| 2017                 | Semen Padang         | ISL                  | 11         | 0          | -               | -               | -               | -                  | -                  | -                  | -           | -           | -           | 11     | 0      |
| Totale carriera      | Totale carriera      | Totale carriera      | 343        | 0          |                 | 49              | 0               |                    | 66                 | 0                  |             | 2           | 0           | 460    | 0      |

### Cronologia presenze e reti in Nazionale
| Cronologia completa delle presenze e delle reti in nazionale ― Costa d'Avorio | Cronologia completa delle presenze e delle reti in nazionale ― Costa d'Avorio | Cronologia completa delle presenze e delle reti in nazionale ― Costa d'Avorio | Cronologia completa delle presenze e delle reti in nazionale ― Costa d'Avorio | Cronologia completa delle presenze e delle reti in nazionale ― Costa d'Avorio | Cronologia completa delle presenze e delle reti in nazionale ― Costa d'Avorio | Cronologia completa delle presenze e delle reti in nazionale ― Costa d'Avorio | Cronologia completa delle presenze e delle reti in nazionale ― Costa d'Avorio |
| Data                                                                          | Città                                                                         | In casa                                                                       | Risultato                                                                     | Ospiti                                                                        | Competizione                                                                  | Reti                                                                          | Note                                                                          |
| ----------------------------------------------------------------------------- | ----------------------------------------------------------------------------- | ----------------------------------------------------------------------------- | ----------------------------------------------------------------------------- | ----------------------------------------------------------------------------- | ----------------------------------------------------------------------------- | ----------------------------------------------------------------------------- | ----------------------------------------------------------------------------- |
| 23-4-2000                                                                     | Abidjan                                                                       | Costa d'Avorio                                                                | 2 – 0                                                                         | Ruanda                                                                        | Qual. Mondiali 2002                                                           | -                                                                             |                                                                               |
| 19-11-2000                                                                    | Abidjan                                                                       | Costa d'Avorio                                                                | 2 – 1                                                                         | Libia                                                                         | Qual. Coppa d'Africa 2002                                                     | -                                                                             |                                                                               |
| 28-1-2001                                                                     | Antananarivo                                                                  | Madagascar                                                                    | 1 – 3                                                                         | Costa d'Avorio                                                                | Qual. Mondiali 2002                                                           | -                                                                             |                                                                               |
| 7-6-2001                                                                      | Abidjan                                                                       | Costa d'Avorio                                                                | 2 – 2                                                                         | Egitto                                                                        | Qual. Mondiali 2002                                                           | -                                                                             |                                                                               |
| 12-1-2002                                                                     | Bouaké                                                                        | Nigeria                                                                       | 1 – 1                                                                         | Costa d'Avorio                                                                | Amichevole                                                                    | -                                                                             |                                                                               |
| 21-1-2002                                                                     | Sikasso                                                                       | Togo                                                                          | 0 – 0                                                                         | Costa d'Avorio                                                                | Coppa d'Africa 2002 - 1º turno                                                | -                                                                             |                                                                               |
| 25-1-2002                                                                     | Sikasso                                                                       | Camerun                                                                       | 1 – 0                                                                         | Costa d'Avorio                                                                | Coppa d'Africa 2002 - 1º turno                                                | -                                                                             |                                                                               |
| 29-1-2002                                                                     | Kayes                                                                         | RD del Congo                                                                  | 3 – 1                                                                         | Costa d'Avorio                                                                | Coppa d'Africa 2002 - 1º turno                                                | -                                                                             |                                                                               |
| 11-2-2003                                                                     | Châteauroux                                                                   | Costa d'Avorio                                                                | 3 – 0                                                                         | Camerun                                                                       | Amichevole                                                                    | -                                                                             |                                                                               |
| 30-3-2003                                                                     | Bujumbura                                                                     | Burundi                                                                       | 0 – 1                                                                         | Costa d'Avorio                                                                | Qual. Coppa d'Africa 2006                                                     | -                                                                             |                                                                               |
| 30-4-2003                                                                     | Rabat                                                                         | Marocco                                                                       | 0 – 1                                                                         | Costa d'Avorio                                                                | Amichevole                                                                    | -                                                                             |                                                                               |
| 8-6-2003                                                                      | Abidjan                                                                       | Costa d'Avorio                                                                | 6 – 1                                                                         | Burundi                                                                       | Qual. Coppa d'Africa 2006                                                     | -                                                                             |                                                                               |
| 22-6-2003                                                                     | Polokwane                                                                     | Sudafrica                                                                     | 2 – 1                                                                         | Costa d'Avorio                                                                | Qual. Coppa d'Africa 2006                                                     | -                                                                             |                                                                               |
| 10-9-2003                                                                     | Radès                                                                         | Tunisia                                                                       | 3 – 2                                                                         | Costa d'Avorio                                                                | Amichevole                                                                    | -                                                                             |                                                                               |
| 15-11-2003                                                                    | Dakar                                                                         | Senegal                                                                       | 1 – 0                                                                         | Costa d'Avorio                                                                | Amichevole                                                                    | -                                                                             |                                                                               |
| 30-3-2004                                                                     | Tunisi                                                                        | Tunisia                                                                       | 0 – 2                                                                         | Costa d'Avorio                                                                | Amichevole                                                                    | -                                                                             |                                                                               |
| 28-4-2004                                                                     | Aix-les-Bains                                                                 | Costa d'Avorio                                                                | 4 – 2                                                                         | Guinea                                                                        | Amichevole                                                                    | -                                                                             |                                                                               |
| 6-6-2004                                                                      | Abidjan                                                                       | Costa d'Avorio                                                                | 2 – 0                                                                         | Libia                                                                         | Qual. Mondiali 2006                                                           | -                                                                             |                                                                               |
| 20-6-2004                                                                     | Alessandria d'Egitto                                                          | Egitto                                                                        | 1 – 2                                                                         | Costa d'Avorio                                                                | Qual. Mondiali 2006                                                           | -                                                                             |                                                                               |
| 4-7-2004                                                                      | Yaoundé                                                                       | Camerun                                                                       | 2 – 0                                                                         | Costa d'Avorio                                                                | Qual. Mondiali 2006                                                           | -                                                                             |                                                                               |
| 10-10-2004                                                                    | Cotonou                                                                       | Benin                                                                         | 0 – 1                                                                         | Costa d'Avorio                                                                | Qual. Mondiali 2006                                                           | -                                                                             |                                                                               |
| 8-2-2005                                                                      | Rennes                                                                        | Costa d'Avorio                                                                | 2 – 2                                                                         | RD del Congo                                                                  | Amichevole                                                                    | -                                                                             |                                                                               |
| 27-3-2005                                                                     | Abidjan                                                                       | Costa d'Avorio                                                                | 3 – 0                                                                         | Benin                                                                         | Qual. Mondiali 2006                                                           | -                                                                             |                                                                               |
| 3-6-2005                                                                      | Tripoli                                                                       | Libia                                                                         | 0 – 0                                                                         | Costa d'Avorio                                                                | Qual. Mondiali 2006                                                           | -                                                                             |                                                                               |
| 19-6-2005                                                                     | Abidjan                                                                       | Costa d'Avorio                                                                | 2 – 0                                                                         | Egitto                                                                        | Qual. Mondiali 2006                                                           | -                                                                             |                                                                               |
| 17-8-2005                                                                     | Montpellier                                                                   | Francia                                                                       | 3 – 0                                                                         | Costa d'Avorio                                                                | Amichevole                                                                    | -                                                                             |                                                                               |
| 4-9-2005                                                                      | Abidjan                                                                       | Costa d'Avorio                                                                | 2 – 3                                                                         | Camerun                                                                       | Qual. Mondiali 2006                                                           | -                                                                             |                                                                               |
| 8-10-2005                                                                     | Omdurman                                                                      | Sudan                                                                         | 1 – 3                                                                         | Costa d'Avorio                                                                | Qual. Mondiali 2006                                                           | -                                                                             |                                                                               |
| 12-11-2005                                                                    | Basilea                                                                       | Costa d'Avorio                                                                | 2 – 1                                                                         | Romania                                                                       | Amichevole                                                                    | -                                                                             |                                                                               |
| 16-11-2005                                                                    | Ginevra                                                                       | Italia                                                                        | 1 – 1                                                                         | Costa d'Avorio                                                                | Amichevole                                                                    | -                                                                             |                                                                               |
| 17-1-2006                                                                     | Abu Dhabi                                                                     | Giordania                                                                     | 0 – 2                                                                         | Costa d'Avorio                                                                | Amichevole                                                                    | -                                                                             |                                                                               |
| 21-1-2006                                                                     | Il Cairo                                                                      | Costa d'Avorio                                                                | 1 – 0                                                                         | Marocco                                                                       | Coppa d'Africa 2006 - 1º turno                                                | -                                                                             |                                                                               |
| 24-1-2006                                                                     | Il Cairo                                                                      | Costa d'Avorio                                                                | 2 – 1                                                                         | Libia                                                                         | Coppa d'Africa 2006 - 1º turno                                                | -                                                                             |                                                                               |
| 4-2-2006                                                                      | Il Cairo                                                                      | Camerun                                                                       | 1 – 1 dts (11 – 12 dtr)                                                       | Costa d'Avorio                                                                | Coppa d'Africa 2006 - Quarti di finale                                        | -                                                                             |                                                                               |
| 7-2-2006                                                                      | Alessandria d'Egitto                                                          | Nigeria                                                                       | 0 – 1                                                                         | Costa d'Avorio                                                                | Coppa d'Africa 2006 - Semifinale                                              | -                                                                             |                                                                               |
| 10-2-2006                                                                     | Il Cairo                                                                      | Egitto                                                                        | 0 – 0 dts (4 – 2 dtr)                                                         | Costa d'Avorio                                                                | Coppa d'Africa 2006 - Finale                                                  | -                                                                             |                                                                               |
| 1-3-2006                                                                      | Bilbao                                                                        | Spagna                                                                        | 3 – 2                                                                         | Costa d'Avorio                                                                | Amichevole                                                                    | -                                                                             |                                                                               |
| 27-5-2006                                                                     | Losanna                                                                       | Svizzera                                                                      | 1 – 1                                                                         | Costa d'Avorio                                                                | Amichevole                                                                    | -                                                                             |                                                                               |
| 30-5-2006                                                                     | Vittel                                                                        | Costa d'Avorio                                                                | 1 – 1                                                                         | Cile                                                                          | Amichevole                                                                    | -                                                                             |                                                                               |
| 4-6-2006                                                                      | Bondoufle                                                                     | Costa d'Avorio                                                                | 3 – 0                                                                         | Slovenia                                                                      | Amichevole                                                                    | -                                                                             |                                                                               |
| 10-6-2006                                                                     | Amburgo                                                                       | Argentina                                                                     | 2 – 1                                                                         | Costa d'Avorio                                                                | Mondiali 2006 - 1º turno                                                      | -                                                                             |                                                                               |
| 16-6-2006                                                                     | Stoccarda                                                                     | Paesi Bassi                                                                   | 2 – 1                                                                         | Costa d'Avorio                                                                | Mondiali 2006 - 1º turno                                                      | -                                                                             |                                                                               |
| 21-6-2006                                                                     | Monaco di Baviera                                                             | Costa d'Avorio                                                                | 3 – 2                                                                         | Serbia e Montenegro                                                           | Mondiali 2006 - 1º turno                                                      | -                                                                             |                                                                               |
| 16-8-2006                                                                     | Dakar                                                                         | Senegal                                                                       | 1 – 0                                                                         | Costa d'Avorio                                                                | Amichevole                                                                    | -                                                                             |                                                                               |
| 8-10-2006                                                                     | Abidjan                                                                       | Costa d'Avorio                                                                | 5 – 0                                                                         | Gabon                                                                         | Qual. Coppa d'Africa 2008                                                     | -                                                                             |                                                                               |
| 15-11-2006                                                                    | Stoccolma                                                                     | Svezia                                                                        | 0 – 1                                                                         | Costa d'Avorio                                                                | Amichevole                                                                    | -                                                                             |                                                                               |
| 6-2-2007                                                                      | Conakry                                                                       | Guinea                                                                        | 0 – 1                                                                         | Costa d'Avorio                                                                | Amichevole                                                                    | -                                                                             |                                                                               |
| 3-6-2007                                                                      | Bouaké                                                                        | Costa d'Avorio                                                                | 5 – 0                                                                         | Madagascar                                                                    | Qual. Coppa d'Africa 2008                                                     | -                                                                             |                                                                               |
| 22-8-2007                                                                     | Saint-Denis                                                                   | Egitto                                                                        | 0 – 0                                                                         | Costa d'Avorio                                                                | Amichevole                                                                    | -                                                                             |                                                                               |
| 8-9-2007                                                                      | Libreville                                                                    | Gabon                                                                         | 0 – 0                                                                         | Costa d'Avorio                                                                | Qual. Coppa d'Africa 2008                                                     | -                                                                             |                                                                               |
| 17-10-2007                                                                    | Innsbruck                                                                     | Austria                                                                       | 2 – 3                                                                         | Costa d'Avorio                                                                | Amichevole                                                                    | -                                                                             |                                                                               |
| 17-11-2007                                                                    | Abidjan                                                                       | Costa d'Avorio                                                                | 2 – 1                                                                         | Somalia                                                                       | Amichevole                                                                    | -                                                                             |                                                                               |
| 21-11-2007                                                                    | Doha                                                                          | Qatar                                                                         | 1 – 6                                                                         | Costa d'Avorio                                                                | Amichevole                                                                    | -                                                                             |                                                                               |
| 12-1-2008                                                                     | Al Kuwait                                                                     | Kuwait                                                                        | 0 – 2                                                                         | Costa d'Avorio                                                                | Amichevole                                                                    | -                                                                             |                                                                               |
| 21-1-2008                                                                     | Sekondi-Takoradi                                                              | Costa d'Avorio                                                                | 1 – 0                                                                         | Nigeria                                                                       | Coppa d'Africa 2008 - 1º turno                                                | -                                                                             |                                                                               |
| 25-1-2008                                                                     | Sekondi-Takoradi                                                              | Costa d'Avorio                                                                | 4 – 1                                                                         | Benin                                                                         | Coppa d'Africa 2008 - 1º turno                                                | -                                                                             |                                                                               |
| 29-1-2008                                                                     | Accra                                                                         | Mali                                                                          | 0 – 3                                                                         | Costa d'Avorio                                                                | Coppa d'Africa 2008 - 1º turno                                                | -                                                                             |                                                                               |
| 3-2-2008                                                                      | Sekondi-Takoradi                                                              | Costa d'Avorio                                                                | 5 – 0                                                                         | Guinea                                                                        | Coppa d'Africa 2008 - Quarti di finale                                        | -                                                                             |                                                                               |
| 7-2-2008                                                                      | Sekondi-Takoradi                                                              | Egitto                                                                        | 4 – 1                                                                         | Costa d'Avorio                                                                | Coppa d'Africa 2008 - Semifinale                                              | -                                                                             |                                                                               |
| 9-2-2008                                                                      | Kumasi                                                                        | Ghana                                                                         | 4 – 2                                                                         | Costa d'Avorio                                                                | Coppa d'Africa 2008 - Finale 3º posto                                         | -                                                                             |                                                                               |
| 26-3-2008                                                                     | Tunisi                                                                        | Tunisia                                                                       | 2 – 0                                                                         | Costa d'Avorio                                                                | Amichevole                                                                    | -                                                                             |                                                                               |
| 22-5-2008                                                                     | Yokohama                                                                      | Costa d'Avorio                                                                | 1 – 1                                                                         | Paraguay                                                                      | Kirin Cup                                                                     | -                                                                             |                                                                               |
| 24-5-2008                                                                     | Toyota                                                                        | Giappone                                                                      | 1 – 0                                                                         | Costa d'Avorio                                                                | Kirin Cup                                                                     | -                                                                             |                                                                               |
| 1-6-2008                                                                      | Abidjan                                                                       | Costa d'Avorio                                                                | 1 – 0                                                                         | Mozambico                                                                     | Qual. Mondiali 2010                                                           | -                                                                             |                                                                               |
| 8-6-2008                                                                      | Antananarivo                                                                  | Madagascar                                                                    | 0 – 0                                                                         | Costa d'Avorio                                                                | Qual. Mondiali 2010                                                           | -                                                                             |                                                                               |
| 14-6-2008                                                                     | Gaborone                                                                      | Botswana                                                                      | 1 – 1                                                                         | Costa d'Avorio                                                                | Qual. Mondiali 2010                                                           | -                                                                             |                                                                               |
| 22-6-2008                                                                     | Abidjan                                                                       | Costa d'Avorio                                                                | 4 – 0                                                                         | Botswana                                                                      | Qual. Mondiali 2010                                                           | 1                                                                             |                                                                               |
| 20-8-2008                                                                     | Chantilly                                                                     | Guinea                                                                        | 1 – 2                                                                         | Costa d'Avorio                                                                | Amichevole                                                                    | -                                                                             |                                                                               |
| 7-9-2008                                                                      | Maputo                                                                        | Mozambico                                                                     | 1 – 1                                                                         | Costa d'Avorio                                                                | Qual. Mondiali 2010                                                           | -                                                                             |                                                                               |
| 11-10-2008                                                                    | Abidjan                                                                       | Costa d'Avorio                                                                | 3 – 0                                                                         | Madagascar                                                                    | Qual. Mondiali 2010                                                           | -                                                                             |                                                                               |
| 19-11-2008                                                                    | Tel-Aviv                                                                      | Israele                                                                       | 2 – 2                                                                         | Costa d'Avorio                                                                | Amichevole                                                                    | -                                                                             |                                                                               |
| 11-2-2009                                                                     | Smirne                                                                        | Turchia                                                                       | 1 – 1                                                                         | Costa d'Avorio                                                                | Amichevole                                                                    | -                                                                             |                                                                               |
| 29-3-2009                                                                     | Abidjan                                                                       | Costa d'Avorio                                                                | 5 – 0                                                                         | Malawi                                                                        | Qual. Mondiali 2010                                                           | -                                                                             |                                                                               |
| 7-6-2009                                                                      | Conakry                                                                       | Guinea                                                                        | 1 – 2                                                                         | Costa d'Avorio                                                                | Qual. Mondiali 2010                                                           | -                                                                             |                                                                               |
| 20-6-2009                                                                     | Ouagadougou                                                                   | Burkina Faso                                                                  | 2 – 3                                                                         | Costa d'Avorio                                                                | Qual. Mondiali 2010                                                           | -                                                                             |                                                                               |
| 12-8-2009                                                                     | Sousse                                                                        | Tunisia                                                                       | 0 – 0                                                                         | Costa d'Avorio                                                                | Amichevole                                                                    | -                                                                             |                                                                               |
| 5-9-2009                                                                      | Abidjan                                                                       | Costa d'Avorio                                                                | 5 – 0                                                                         | Burkina Faso                                                                  | Qual. Mondiali 2010                                                           | -                                                                             |                                                                               |
| 10-10-2009                                                                    | Blantyre                                                                      | Malawi                                                                        | 1 – 1                                                                         | Costa d'Avorio                                                                | Qual. Mondiali 2010                                                           | -                                                                             |                                                                               |
| 14-11-2009                                                                    | Abidjan                                                                       | Costa d'Avorio                                                                | 3 – 0                                                                         | Guinea                                                                        | Qual. Mondiali 2010                                                           | -                                                                             |                                                                               |
| 18-11-2009                                                                    | Gelsenkirchen                                                                 | Germania                                                                      | 2 – 2                                                                         | Costa d'Avorio                                                                | Amichevole                                                                    | -                                                                             |                                                                               |
| 4-1-2010                                                                      | Dar es Salaam                                                                 | Tanzania                                                                      | 0 – 1                                                                         | Costa d'Avorio                                                                | Amichevole                                                                    | -                                                                             |                                                                               |
| 7-1-2010                                                                      | Dar es Salaam                                                                 | Ruanda                                                                        | 0 – 2                                                                         | Costa d'Avorio                                                                | Amichevole                                                                    | -                                                                             |                                                                               |
| 11-1-2010                                                                     | Cabinda                                                                       | Costa d'Avorio                                                                | 0 – 0                                                                         | Burkina Faso                                                                  | Coppa d'Africa 2010 - 1º turno                                                | -                                                                             |                                                                               |
| 15-1-2010                                                                     | Cabinda                                                                       | Ghana                                                                         | 1 – 3                                                                         | Costa d'Avorio                                                                | Coppa d'Africa 2010 - 1º turno                                                | -                                                                             |                                                                               |
| 24-1-2010                                                                     | Cabinda                                                                       | Costa d'Avorio                                                                | 2 – 3 dts                                                                     | Algeria                                                                       | Coppa d'Africa 2010 - Quarti di finale                                        | -                                                                             |                                                                               |
| 30-5-2010                                                                     | Asunción                                                                      | Paraguay                                                                      | 2 – 2                                                                         | Costa d'Avorio                                                                | Amichevole                                                                    | -                                                                             |                                                                               |
| 4-6-2010                                                                      | Shinjuku                                                                      | Giappone                                                                      | 0 – 2                                                                         | Costa d'Avorio                                                                | Amichevole                                                                    | -                                                                             |                                                                               |
| 15-6-2010                                                                     | Port Elizabeth                                                                | Costa d'Avorio                                                                | 0 – 0                                                                         | Portogallo                                                                    | Mondiali 2010 - 1º turno                                                      | -                                                                             |                                                                               |
| 20-6-2010                                                                     | Johannesburg                                                                  | Brasile                                                                       | 3 – 1                                                                         | Costa d'Avorio                                                                | Mondiali 2010 - 1º turno                                                      | -                                                                             |                                                                               |
| 25-6-2010                                                                     | Nelspruit                                                                     | Costa d'Avorio                                                                | 3 – 0                                                                         | Corea del Nord                                                                | Mondiali 2010 - 1º turno                                                      | -                                                                             |                                                                               |
| 10-8-2010                                                                     | Londra                                                                        | Italia                                                                        | 0 – 1                                                                         | Costa d'Avorio                                                                | Amichevole                                                                    | -                                                                             |                                                                               |
| 4-9-2010                                                                      | Abidjan                                                                       | Costa d'Avorio                                                                | 3 – 0                                                                         | Ruanda                                                                        | Qual. Coppa d'Africa 2012                                                     | -                                                                             |                                                                               |
| 9-10-2010                                                                     | Bujumbura                                                                     | Burundi                                                                       | 0 – 1                                                                         | Costa d'Avorio                                                                | Qual. Coppa d'Africa 2012                                                     | -                                                                             |                                                                               |
| 17-11-2010                                                                    | Poznań                                                                        | Polonia                                                                       | 3 – 1                                                                         | Costa d'Avorio                                                                | Amichevole                                                                    | -                                                                             |                                                                               |
| 27-3-2011                                                                     | Cotonou                                                                       | Benin                                                                         | 1 – 2                                                                         | Costa d'Avorio                                                                | Qual. Coppa d'Africa 2012                                                     | -                                                                             |                                                                               |
| 10-8-2011                                                                     | Lucerna                                                                       | Costa d'Avorio                                                                | 4 – 3                                                                         | Messico                                                                       | Amichevole                                                                    | -                                                                             |                                                                               |
| 3-9-2011                                                                      | Kigali                                                                        | Ruanda                                                                        | 0 – 5                                                                         | Costa d'Avorio                                                                | Qual. Coppa d'Africa 2012                                                     | -                                                                             |                                                                               |
| 9-10-2011                                                                     | Abidjan                                                                       | Costa d'Avorio                                                                | 2 – 1                                                                         | Burundi                                                                       | Qual. Coppa d'Africa 2012                                                     | -                                                                             |                                                                               |
| 12-11-2011                                                                    | Città del Capo                                                                | Sudafrica                                                                     | 1 – 1                                                                         | Costa d'Avorio                                                                | Mandela Cup                                                                   | -                                                                             |                                                                               |
| 13-1-2012                                                                     | Radès                                                                         | Tunisia                                                                       | 0 – 2                                                                         | Costa d'Avorio                                                                | Amichevole                                                                    | -                                                                             |                                                                               |
| 16-1-2012                                                                     | Tripoli                                                                       | Libia                                                                         | 0 – 1                                                                         | Costa d'Avorio                                                                | Amichevole                                                                    | -                                                                             |                                                                               |
| 26-1-2012                                                                     | Malabo                                                                        | Costa d'Avorio                                                                | 2 – 0                                                                         | Burkina Faso                                                                  | Coppa d'Africa 2012 - 1º turno                                                | -                                                                             |                                                                               |
| 4-2-2012                                                                      | Malabo                                                                        | Costa d'Avorio                                                                | 3 – 0                                                                         | Guinea Equatoriale                                                            | Coppa d'Africa 2012 - 1º turno                                                | -                                                                             |                                                                               |
| 8-2-2012                                                                      | Libreville                                                                    | Costa d'Avorio                                                                | 1 – 0                                                                         | Mali                                                                          | Coppa d'Africa 2012 - Semifinale                                              | -                                                                             |                                                                               |
| 12-2-2012                                                                     | Libreville                                                                    | Zambia                                                                        | 0 – 0 dts (8 – 7 dtr)                                                         | Costa d'Avorio                                                                | Coppa d'Africa 2012 - Finale                                                  | -                                                                             |                                                                               |
| 15-8-2012                                                                     | Mosca                                                                         | Russia                                                                        | 1 – 1                                                                         | Costa d'Avorio                                                                | Amichevole                                                                    | -                                                                             |                                                                               |
| 8-9-2012                                                                      | Abidjan                                                                       | Costa d'Avorio                                                                | 4 – 2                                                                         | Senegal                                                                       | Qual. Coppa d'Africa 2013                                                     | -                                                                             |                                                                               |
| 13-10-2012                                                                    | Dakar                                                                         | Senegal                                                                       | 0 – 2                                                                         | Costa d'Avorio                                                                | Qual. Coppa d'Africa 2013                                                     | -                                                                             |                                                                               |
| 14-1-2013                                                                     | Salonicco                                                                     | Grecia                                                                        | 2 – 4                                                                         | Costa d'Avorio                                                                | Amichevole                                                                    | -                                                                             |                                                                               |
| 22-1-2013                                                                     | Rustenburg                                                                    | Costa d'Avorio                                                                | 2 – 1                                                                         | Togo                                                                          | Coppa d'Africa 2013 - 1º turno                                                | -                                                                             |                                                                               |
| 26-1-2013                                                                     | Rustenburg                                                                    | Costa d'Avorio                                                                | 3 – 0                                                                         | Tunisia                                                                       | Coppa d'Africa 2013 - 1º turno                                                | -                                                                             |                                                                               |
| 30-1-2013                                                                     | Rustenburg                                                                    | Algeria                                                                       | 2 – 2                                                                         | Costa d'Avorio                                                                | Coppa d'Africa 2013 - 1º turno                                                | -                                                                             |                                                                               |
| 3-2-2013                                                                      | Rustenburg                                                                    | Nigeria                                                                       | 2 – 1                                                                         | Costa d'Avorio                                                                | Coppa d'Africa 2013 - Quarti di finale                                        | -                                                                             |                                                                               |
| 23-3-2013                                                                     | Abidjan                                                                       | Costa d'Avorio                                                                | 3 – 0                                                                         | Gambia                                                                        | Qual. Mondiali 2014                                                           | -                                                                             |                                                                               |
| 8-6-2013                                                                      | Banjul                                                                        | Gambia                                                                        | 0 – 3                                                                         | Costa d'Avorio                                                                | Qual. Mondiali 2014                                                           | -                                                                             |                                                                               |
| 16-6-2013                                                                     | Dar es Salaam                                                                 | Tanzania                                                                      | 2 – 4                                                                         | Costa d'Avorio                                                                | Qual. Mondiali 2014                                                           | -                                                                             |                                                                               |
| 14-8-2013                                                                     | New York                                                                      | Costa d'Avorio                                                                | 1 – 4                                                                         | Messico                                                                       | Amichevole                                                                    | -                                                                             |                                                                               |
| 12-10-2013                                                                    | Abidjan                                                                       | Costa d'Avorio                                                                | 3 – 1                                                                         | Senegal                                                                       | Qual. Mondiali 2014                                                           | -                                                                             |                                                                               |
| 16-11-2013                                                                    | Casablanca                                                                    | Senegal                                                                       | 1 – 1                                                                         | Costa d'Avorio                                                                | Qual. Mondiali 2014                                                           | -                                                                             |                                                                               |
| 5-3-2014                                                                      | Bruxelles                                                                     | Belgio                                                                        | 2 – 2                                                                         | Costa d'Avorio                                                                | Amichevole                                                                    | -                                                                             |                                                                               |
| 31-5-2014                                                                     | Sarajevo                                                                      | Bosnia ed Erzegovina                                                          | 2 – 1                                                                         | Costa d'Avorio                                                                | Amichevole                                                                    | -                                                                             |                                                                               |
| 14-6-2014                                                                     | Recife                                                                        | Giappone                                                                      | 1 – 2                                                                         | Costa d'Avorio                                                                | Mondiali 2014 - 1º turno                                                      | -                                                                             |                                                                               |
| 19-6-2014                                                                     | Brasilia                                                                      | Costa d'Avorio                                                                | 1 – 2                                                                         | Colombia                                                                      | Mondiali 2014 - 1º turno                                                      | -                                                                             |                                                                               |
| Totale                                                                        |                                                                               | Presenze (1º posto)                                                           | 123                                                                           |                                                                               | Reti                                                                          | 1                                                                             |                                                                               |

## Palmarès

### Giocatore

#### Competizioni nazionali
- Coppa della Costa d'Avorio: 1

ASEC Mimosas: 1999
- Campionato ivoriano: 1

ASEC Mimosas: 2000
- Campionato belga: 1

Genk: 2001-2002
- Coppa di Lega inglese: 1

Tottenham Hotspur: 2007-2008
- Coppa di Spagna: 1

Siviglia: 2009-2010

#### Competizioni internazionali
- Supercoppa CAF: 1

ASEC Mimosas: 1999